# Ammoni el Peripatètic
Ammoni (en grec antic: Ἀμμώνιος; en llatí: Ammonius) fou un filòsof i poeta peripatètic grec que va escriure només alguns poemes i declamacions. Ha estat confós amb Ammoni Sacas, el mestre de Plotí, però era una persona diferent.